# Manuel Nájera
Manuel Nájera Siller (Cuautla, 1952. december 20. – ) mexikói válogatott labdarúgó. 

## Pályafutása

### Klubcsapatban
1971 és 1973 között a CA Zacatepec labdarúgója volt. 1973 és 1975 között a Puebla FC, 1975 és 1979 között a Universidad de Guadalajara csapatában játszott. 1979–80-ban a CSD Jalisco, 1980 és 1983 között a CF Monterrey játékosa volt.

### A válogatottban
1972 és 1979 között 20 alkalommal szerepelt az mexikói válogatottban. Tagja volt az 1977-ben CONCACAF-bajnokságot nyert válogatott keretének és részt vett az 1978-as világbajnokságon is.

## Sikerei, díjai
Zacatepec
- Mexikói kupadöntős (1): 1970–71

Universidad de Guadalajara
- Mexikói kupadöntős (1): 1974–75

Mexikó
- CONCACAF-bajnok (1): 1977